# Saint-Quentin
Saint-Quentin település Franciaországban, Aisne megyében. Lakosainak száma 52 995 fő (2022. január 1.). Saint-Quentin Dallon, Fayet, Francilly-Selency, Gauchy, Grugies, Harly, Morcourt, Neuville-Saint-Amand, Omissy és Rouvroy községekkel határos.

## Népesség
A település népessége az elmúlt években az alábbi módon változott:
| Lakosok száma | 64 196 | 63 567 | 60 644 | 56 792 | 56 278 | 55 940 | 53 816 | 53 570 | 53 100 | 52 995 |
|               | 1968   | 1982   | 1990   | 2006   | 2011   | 2016   | 2017   | 2019   | 2020   | 2022   |